# ホセ・ルイス・ロドリゲス (ウルグアイのサッカー選手)
ホセ・ルイス・ロドリゲス・ベバンス（José Luis Rodríguez Bebanz , 1997年3月14日 - ）は、ウルグアイ・パイサンドゥー県パイサンドゥー出身のプロサッカー選手。CRヴァスコ・ダ・ガマ所属。ポジションはDF。

## 経歴

### クラブ
2016年に トルネオ・ウルグアージョ・コパ・コカ・コーラのダヌービオFCのトップチームに昇格し、4月3日のラシン・モンテビデオ戦でプロデビュー。以降出場機会が増え、2018年シーズンはリーグ戦25試合に出場するなど、主力選手に成長。9月にはレアル・マドリードが、ロドリゲスの獲得に興味を示しているとも報じられた。その後2019年7月にラシン・クラブへのローン移籍が決まり、11月25日のCAタジェレス戦で、移籍後初出場を果たした。
2023年1月4日、CRヴァスコ・ダ・ガマに移籍した。

### 代表
2017 FIFA U-20ワールドカップでU-20のウルグアイ代表の主力として活躍。グループリーグで対戦した日本代表を翻弄した。代表は準決勝まで進んだもののベネズエラに準決勝で敗れ、4位入賞にとどまった。2019年からは2020年東京オリンピック出場を懸けてU-23代表でプレーしている。
2022年11月10日、ダミアン・スアレスの怪我もあり、A代表未招集のままカタールW杯に向けたメンバーの1人に選ばれた。ロドリゲス自身は出場機会はなく、チームはグループステージ敗退となった。

## 代表歴

### 出場大会
- ウルグアイ代表
  - 2022 FIFAワールドカップ

### 試合数
- 国際Aマッチ 2試合 0得点（2023年-）[7]

| ウルグアイ代表 | 国際Aマッチ | 国際Aマッチ |
| 年             | 出場        | 得点        |
| -------------- | ----------- | ----------- |
| 2023           | 2           | 0           |
| 2024           |             |             |
| 通算           | 2           | 0           |